# 봉은사 삼장보살도
봉은사 삼장보살도(奉恩寺 三藏菩薩圖)는 서울특별시 강남구 삼성동, 봉은사에 있는 조선시대의 삼장보살도이다. 2007년 9월 27일 서울특별시의 유형문화재 제235호로 지정되었다.

## 개요
1892년에 대웅전 후불화, 감로도 등과 함께 제작된 삼장보살도로서 조성 당시에는 중단탱으로 조성되어 대웅전 측벽에 봉안되었을 것으로 추정되지만 현재는 대웅전 후불벽 뒷면에 봉안되어 있다. 세로 198.4cm, 가로 402.5cm에 달하는 대형의 탱화로 면본에 그렸다.
구도는 가로가 4m나 되는 긴 직사각형의 화면 중앙에 천장보살(天藏菩薩)과 권속을 배치하고, 향우측에 지지보살(持地菩薩)과 권속, 향좌측에 지장보살(地藏菩薩)과 권속을 배치한 전형적인 삼장보살도의 구도를 보여준다. 화면의 윗부분은 파란 하늘을 배경으로 채운(彩雲)이 그려져 있고 그 아래로 세 보살의 회상(會上)이 펼쳐져 있다. 천장보살과 지지보살, 지장보살은 모두 높은 수미대좌 위에 결가부좌하였는데 좌우와 아래 부분에는 많은 권속들이 이들을 꽉 둘러싸고 있다. 세 보살은 둥근 얼굴에 작은 눈, 코, 입 등이 알맞게 표현되었으며 이중륜광을 지니고 있는데, 지지보살과 지장보살의 신광 내부를 구불구불한 색대로 표현하여 마치 보살들의 몸에서 빛이 퍼져나가는 듯한 느낌을 준다. 천장보살은 화면의 정중앙에 권속들과 함께 묘사되었다. 단정한 자세에 머리에는 화려한 보관을 쓰고 원문이 그려진 붉은색의 옷을 걸쳤으며, 오른손은 가슴 앞으로 들어 손가락을 마주잡고 있고 왼손은 무릎 위에 놓아 두 손가락을 마주잡고 있다. 천장보살을 둘러싼 권속들의 명칭은 알 수 없지만, 《천은사 삼장보살도》(1776년)의 화기에 적힌 바와 같이 좌우보처는 진주보살(眞珠菩薩)과 대진주보살(大眞珠菩薩), 그 외의 권속들은 사공천중(四空天), 십팔천중(十八天衆), 육욕천중(六欲天衆), 일월천중(日月天衆), 제성천중(諸星天衆), 오통선중(五通仙衆) 등으로 추정된다. 이들 역시 천장보살과 마찬가지로 둥근 얼굴에 이목구비가 작게 묘사되었으며 합장하거나 지물을 든 모습으로 보살의 주위를 둘러싸고 있다.
천장보살의 향좌측에 그려진 지지보살은 주위에 묘사된 권속만 다를 뿐 착의법과 보관, 영락 등이 천장보살과 거의 같다. 지지보살의 권속 역시 정확한 존명을 알 수 없으나 천은사 삼장보살도 중 지지보살의 권속인 용수보살(龍樹菩薩)과 다라니보살(陀羅尼菩薩)을 비롯하여 제견색신중(諸牽索神衆), 제금강신중(諸金剛神衆), 제8부신중(諸八部神衆), 제용왕신중(諸龍王神衆), 대약차중(大藥叉衆), 나찰파중(羅刹婆衆), 귀자모중(貴子母衆), 대하천중(大河川衆) 등이 묘사된 것으로 추정된다. 그러나, 보살형의 권속이 없는 것으로 보아 용수보살(龍樹菩薩)과 다라니보살(陀羅尼菩薩)은 생략된 것으로 보인다.
천장보살 우측의 지장보살은 왼손에는 보주를 들고 오른손은 손가락을 마주잡고 연화좌 위에 결가부좌하였다. 체발비구형(剃髮比丘形)으로 머리와 반가좌한 자세만 다를 뿐 얼굴이나 신체형태 등은 천장보살, 지지보살과 같이 단정하면서도 군형잡힌 모습이다. 지장보살의 권속들은 향좌측으로 치우쳐져 배치되었는데, 아래로는 도명존자(錫杖)와 무독귀왕(합장)이 협시하고 있으며, 그 옆으로 시왕과 판관, 사자, 동자, 옥졸 등이 둘러싸고 있다.
채색은 주조색인 적색과 녹색을 위주로 흰색과 황색, 청색, 금색 등이 사용되었으며, 전체적으로 적색을 많이 사용하였지만 흰색의 문양을 많이 그려 넣어 탁한 느낌은 들지 않는다. 또 하늘바탕을 비롯하여 권속들의 옷과 무기 등에 부분적으로 청색을 사용한 점도 눈에 띄며, 곳곳에 금색을 설채하여 화려한 느낌을 준다. 필선은 곧고 단정한 철선묘가 위주이며, 권속의 얼굴에 강한 음영법을 사용하고 수염 하나 하나까지 세밀하게 묘사하는 등 섬세한 필치를 보여준다.

## 화기
光緖十八年壬辰五月初七日爲始上壇幀中壇甘露幀合六𨋀奉安于奉恩寺 願以此功德普及於一切我等與衆生皆共成佛道 點眼于二十日 緣化所 證明沙月智昌 寶雲亘葉 騰雲修隱 大淵月䆋 誦呪比丘性允 仁先 持殿比丘昊政 守玄 金魚片手永明天機 金谷永煥 明應幻鑑 比丘敬曄 亘照 所現 昌祚 供司沙彌法悟 鍾頭沙彌就蓮 竺禪 別供沙彌仁讚 太昕 別座柗谷守法 化主月峰法能 引勸 吳氏淸淨月 大施主 乾命己丑生閔公斗鎬 坤命戊戌生文氏兩位保軆 多小厄難永爲 消滅延年益壽 生前安樂位高 一品祿有千鍾 當徃淨土見佛 聞法頓悟無生 法忍之大願

## 지정 사유
이 삼장보살도는 조선말기 문신이자 세도가였던 민두호가 장수와 제액소멸 등을 기원하며 시주, 제작한 것으로, 금어인 영명 천기, 금곡 영환, 명응 환감, 경엽, 긍조, 소현, 창조 등이 제작하였다. 강한 음영법과 세밀한 필선 등이 돋보이는 작품으로, 서울, 경기지역에서는 드물게 남아있는 삼장보살도의 한 예로 서울시 유형문화재로 지정한다.

## 참고 자료
- 봉은사 삼장보살도 - 국가유산청 국가유산포털